# Tommy Sweeney
Thomas R. Sweeney (Ramsey, Nueva Jersey; 1 de julio de 1995) más conocido como Tommy Sweeney, es un jugador profesional estadounidense de fútbol americano, se desempeña en la posición de tight end en New York Giants, en la National Football League (NFL).

## Carrera
Fue parte del plantel de Buffalo Bills durante tres temporadas (2019-2020 y 2021-2023), y lleva una temporada en New York Giants, donde comenzó a jugar en 2023.